# ألبيرو أوسورياجا
ألبيرو أوسورياجا لوبيز (بالإسبانية: Albeiro Usuriaga López؛ 12 يونيو 1966 – 11 فبراير 2004) كان لاعب كرة قدم كولومبي محترف لعب كمهاجم.
كان يلقب بـ "إل بالومو"، ولعب بشكل احترافي في كولومبيا وإسبانيا والأرجنتين والمكسيك والإكوادور والبرازيل وباراغواي وفنزويلا، قبل أن يتم اغتياله في سن 37 سنة.

## المسيرة الكروية
برز أوسورياجا لأول مرة مع أتلتيكو ناسيونال في ميديلين، حيث سجل أربعة أهداف في فوز 6–0 على دانوبيو إف سي في نسخة 1989 من كأس ليبرتادوريس وأضاف هدفًا آخر ضد نادي أوليمبيا في النهائي (2–0 في مباراة الإياب في باراجواي)، في فوز بركلات الترجيح في النهاية. وكان حارس المرمى رينيه هيجيتا بين زملائه في الفريق.
بعد أن لعب نصفين من الموسم في إسبانيا مع سي دي مالقا – سلف نادي مالقا – وبعد قضاء ثلاث سنوات مع أمريكا دي كالي، نادرًا ما استقر أوسورياجا مع فريق وقام بتغيير البلدان باستمرار، حيث ظهر مع نادي أتلتيكو إنديبندينتي (فترتان)، نادي نيكاكسا، نادي برشلونة الرياضي، نادي سانتوس إف سي، نادي ديبورتيفو لوس ميلوناريوس، أتلتيكو بوكارامانغا، جنرال باز جونيورز ‏، أول بويز، ديبورتيفو باستو، نادي سبورتيفو لوكينيو وكارابوبو إف سي.
في موسم 1993–94 ‏، ساهم أوسورياجا بأربعة أهداف حيث فاز فريق إنديبندينتي الأرجنتيني ببطولة كلاوسورا. بعد ثلاث سنوات، بينما كان يلعب مع نفس الفريق، تم إيقافه لمدة عامين من قبل الاتحاد الأرجنتيني لكرة القدم بعد ثبوت تعاطيه الكوكايين. وبعد أن لعب في مستويات مختلفة من كرة القدم، اعتزل اللعبة في عام 2003، في سن 37 سنة.

## المسيرة الدولية
خاض أوسورياجا 15 مباراة دولية مع منتخب كولومبيا، خلال ثلاث سنوات. هدفه الدولي الوحيد جاء خلال تصفيات كأس العالم لكرة القدم 1990 ضد إسرائيل، وكان الهدف الوحيد في المباراتين.
لكن تم استبعاد أوسورياجا لاحقًا من التشكيلة النهائية في إيطاليا بسبب مشاكل تأديبية.

## الوفاة
في 11 فبراير 2004، قُتل أوسوريجا البالغ من العمر 37 سنة بالرصاص أثناء لعبه لعبة ورق في منطقة الملاهي الليلية في مسقط رأسه كالي، في ظروف غامضة. وتبين لاحقًا أنه قُتل على يد قتلة مأجورين، بأمر من المجرم جيفيرسون فالديز مارين الذي كان يواعد صديقته السابقة.

## وصلات خارجية
لا توجد روابط لمواقع التواصل الاجتماعي.

- ألبيرو أوسورياجا على موقع الاتحاد الأوربي (الإنجليزية)
- ألبيرو أوسورياجا على موقع قاعدة بيانات كرة القدم.إي يو (الإنجليزية)
- ألبيرو أوسورياجا على موقع ناشيونال فوتبول تيمز (الإنجليزية)
- ألبيرو أوسورياجا على موقع عالم كرة القدم.نت (الإنجليزية)
- ألبيرو أوسورياجا على فرق كرة القدم الوطنية.كوم
- ألبيرو أوسورياجا على BDFutbol